# Robert Wogensky
Robert Wogensky est un peintre et graveur (lithographe et aquafortiste) français né le 16 novembre 1919 à Paris et mort le 17 mars 2019 à La Cadière-d'Azur,.

## Biographie
D'origine polonaise, Robert Wogensky est né au 158 bis, avenue de Suffren dans le 15e arrondissement de Paris. Sa famille vit en France depuis plusieurs générations. Frère de l'architecte André Wogenscky, élève de 1925 à 1937 du lycée Buffon tout en fréquentant assidûment les musées, Robert Wogensky décide de devenir peintre à la vue de « Guernica » de Picasso à l'Exposition de 1937. Ses études artistiques à l'atelier René Jaudon (où il a pour condisciple Jean-Claude Guignebert dit  Vincent, avec qui il se lie d'amitié) puis à l'École des beaux-arts de Paris sont très vite interrompues par la guerre.
Après la Libération, il séjourne chez Jean Lurçat à Lanzac et travaille avec lui sur quelques-uns de ses cartons. En 1945 également, Robert Wogensky rencontre Denise Majorel, éditrice de son premier carton de tapisserie (Les oiseaux, 1945) et future directrice de la galerie La Demeure où il exposera par la suite. D'octobre 1950 à 1956, il exerce comme professeur à l'École des beaux-arts de Nancy, tout en continuant d'habiter Paris (il vient de s'installer au 45, rue Boissonade où son voisin, qui devient son ami, est Antoni Clavé). Il conçoit les décors et les costumes pour le Centre dramatique de l'Est, et exécute plusieurs peintures murales (paquebot La Bourdonnais, hôpital Saint-Antoine de Paris), cartons et mosaïques.
En 1956, il est nommé professeur d'art mural à l'École nationale supérieure des arts appliqués et des métiers d'art de Paris où il enseignera jusqu'en 1985. Tony Soulié y est son élève.
En 1962, il rencontre Pierre et Jacqueline Domec, directeurs de la galerie Pierre Domec à Paris, qui exposeront ses toiles au cours des années suivantes, sur les thèmes de L'Eau, du Feu et des Natures vives. Jean Paulhan écrira la préface d'un catalogue et lui demandera, l'année suivante, de dessiner son épée d'Académicien.
Au cours de ces mêmes années, exécute plusieurs cartons pour le Mobilier national (Chant des Étoiles), pour le Centre touristique français de New York (Les Quatre Éléments), pour le ministère de l'Agriculture (Univers végétal), pour l'université de Strasbourg (Cosmos).
En 1966 et 1969, deux grandes peintures murales sont réalisées pour la Faculté de médecine de Paris.
En 1985, une tapisserie intitulée Un oiseau, des Étoiles est réalisée par la Manufacture de Beauvais pour les collections du Mobilier national.
En 1988, exécution d'une peinture murale pour l'hôtel de ville de Fontenay-sous-Bois.
En 1990, la ville d'Angers lui commande deux tapisseries destinées à l'hôtel de Ville.
Parallèlement aux réalisations murales, Robert Wogensky n'a cessé de pratiquer la peinture sous toutes ses formes et techniques, aquarelle, encre, acrylique, peinture à l'huile. Se sont succédé les séries des Jardins, des Ombres et silhouettes, des Contemplateurs (exposés à Paris puis à New York), des Paysages imaginaires, des Montagnes et des Murs. Plus récemment ses recherches se sont orientées vers un imaginaire plus abstrait. Pour Lydia Harambourg, « Robert Wogensky suit une trajectoire dont les phases successives ont construit une œuvre qui n'a d'égale que son éloquence picturale. Le champ de la toile est l'enjeu d'une introspection ouverte sur l'infini, comme un miroir ou une fenêtre ».
Il a vécu au 45, rue Boissonnade dans le 14e arrondissement de Paris, s'y partageant avec des séjours fréquents à La Cadière-d'Azur où il résidait depuis 2000.

## Œuvres

### Contributions bibliophiliques
- Georges Coanet, Forêt d'hommes - Poèmes 1958-1960, eaux-fortes originales de Robert Wogensky, Imprimerie de l'Édition artistique, 1962.
- Dominique Daguet, D'un autre temps, texte enrichi d'une gravure originale de Robert Wogensky, in Paroles peintes II, Éditions Lazar-Vernet, Paris, 1965.
- Robert Wogensky, Dessins pour une épée, 140 exemplaires numérotés dont 20 enrichis d'une gravure originale, dessins préparatoires pour l'épée d'académicien de Jean Paulhan reproduits en sérigraphies, Cahiers bleus, Troyes, 1988.
- Jean Paulhan, Les Reboussiers ou le parti du contraire, illustrations de Robert Wogensky, collection « Métempsycoses LIX », Babel Éditions, 1996.

### Décors de théâtre
- La Mouette d'Anton Tchekov, décors et costumes de Robert Wogensky, Centre dramatique de l'Est, 1954.

### Autres
- Épée d'académicien de Jean Paulhan, dessinée par Robert Wogensky et réalisée par Arthus Bertrand, orfèvre, 1963[8].

### Publications
- « Jean Paulhan », Les Lettres françaises, no 1253, 16 octobre 1968.
- « Celui qui aimait les peintres », La Nouvelle Revue française, numéro spécial Jean Paulhan, mai 1969.

## Expositions

### Expositions personnelles
- Robert Wogensky - Miroirs, lanternes, Cages, librairie Arc-en-ciel, Paris, 1949.
- Galerie moderne, Stockholm, 1950.
- Olsen's Konstsalong, Goteborg, 1950.
- Robert Wogensky - Tapisseries, galerie La Demeure, Paris, 1950, 1962, 1964, mars 1965, mai-juin 1970[9], octobre-novembre 1973, 1977.
- Robert Wogensky - Paysages de Bretagne, galerie Visconti, Paris, 1955.
- Galerie Herbinet, Paris, 1959.
- Galerie Pierre Domec, Paris, 1962 (Robert Wogensky - La mer, eau mystérieuse, eau grise), 1964 (L'eau et le feu), 1967[10].
- Galerie des Arts, Nancy, 1963.
- École polytechnique, Paris, 1967.
- Faculté de lettres, Nanterre, 1967.
- Galerie Grégoire, Marseille, 1969.
- Galerie Formes et muraux, Lyon, 1971.
- Carlsan Gallery, Chicago, 1972.
- Tapestry Associates, New York, 1972.
- Maison de la culture d'Amiens, 1972, novembre-décembre 1975.
- Musée des beaux-arts de Lyon, 1974.
- Centre international de la jeunesse, Annecy, 1974.
- Galerie Maniglier, Lille, 1975.
- Château de Sainte-Feyre, juillet-septembre 1975.
- Écuries de Saint-Hugues, Cluny, 1976.
- Centre culturel Thibaud de Champagne, Maison du boulanger, Troyes, décembre 1976.
- Saline royale d'Arc-et-Senans, 1977.
- Ateliers Legoueix, Aubusson, 1978.
- Galerie Chantepierre, Aubonne (Vaud), 1978.
- Galerie C.A.T.M.A., Bordeaux, 1979.
- Galerie Inard, Paris, 1985.
- Robert Wogensky - Tapisseries, dessins et esquisses pour une épée, chapelle des Jésuites, Nîmes, avril-mai 1988.
- Musée des tapisseries d'Aix-en-Provence, 1988.
- Galerie Suisse, Paris, 1988.
- Robert Wogensky, l'œuvre tissé, musée départemental de la tapisserie, Aubusson, juillet-septembre 1989.
- Galerie Le Ver vert, Vichy, 1989, 1992, 1993.
- Galerie Galarte, Paris, 1990, 1993.
- Wogensky, musée Jean-Lurçat et de la tapisserie contemporaine, Angers, novembre 1989 - décembre 1990.
- Nahan Galleries, New York, 1990.
- Galerie Marouska, Lyon, 1991.
- Musée des beaux-arts de Niort, 1992.
- Galerie Arlette Gimaray, Paris, 1995.
- Robert Wogensky - Peintures 1990-1996, Salle Chemellier, Angers, 1996.
- Galerie Nicolas Deman, Paris, février-mars 2005[11].
- Galerie Chevalier, Paris, mai 2010.
- Robert Wogensky - Retour chez Jean Lurçat, atelier Jean-Lurçat, Saint-Laurent-les-Tours, Saint-Céré, juillet-septembre 2013[12],[13],[14].
- Rétrospective Robert Wogensky, La Cadière d'Azur, juin-juillet 2015.

### Expositions collectives
- La tapisserie française du Moyen Âge à nos jours, musée d'art moderne de la ville de Paris, Rijksmuseum d'Amsterdam, Metropolitan Museum de New York, 1946.
- L'Association des peintres cartonniers de tapisserie, palais des beaux-arts de Bruxelles, Victoria and Albert Museum de Londres, 1947.
- Premier Salon des Jeunes peintres, Galerie Beaux-Arts, Paris, janvier-février 1950[6].
- Musée des beaux-arts de Copenhague, 1950.
- Gewerbemuseum, Bâle, 1951.
- Musée Rath, Genève, 1951.
- Musées de La Haye, São Paulo, Rio de Janeiro et Madrid, 1952.
- Michel Patrix et Robert Wogensky, Galerie moderne, New York, janvier 1953 (catalogue préfacé par Waldemar George).
- Stedelijk Museum, Amsterdam, 1954.
- Musée des beaux-arts de Liège, 1954, 1969.
- Arts Galleries, Melbourne, Sydney, 1956.
- Festival mondial de la jeunesse et des étudiants, Moscou, juillet-août 1957.
- Tapisseries, Musée des arts décoratifs de Paris, puis musée de Milan, 1958.
- Pavillon français de l'Exposition universelle de 1958, Bruxelles.
- Museum of contemporary craft, New York, 1959.
- National Housing Center, Washington, 1959.
- Musées de Tokyo, Kyoto et Nagoya, 1960.
- Victoria and Albert Museum, Londres, 1960.
- Peintures de poches - Lucien Fontanarosa, Pierre Garcia-Fons, Guillemette Morand, Michel Patrix, Éliane Thiollier, Robert Wogensky…, Galerie Epona, Paris, décembre 1960[15].
- Exposition française, Moscou, 1961.
- U.S. World Trade Fact, New York, 1962.
- Petits formats - Jean Bertholle, Pierre Gastaud, Charles Lapicque, Robert Lapoujade, Jean Le Moal, Édouard Pignon, Mario Prassinos, Robert Wogensky, Galerie Pierre Domec, Paris, 1962.
- Biennale internationale de la tapisserie, musée cantonal des beaux-arts de Lausanne, 1962, 1965.
- École de Paris, galerie Charpentier, Paris, 1963.
- Formes françaises, Stockholm, 1963.
- Tapisseries françaises - Tourlière, Wogensky, musée des arts appliqués de Francfort, Landermuseum de Münster et Institut français de Berlin, 1963.
- Exposition organisée à l'occasion des États généraux du désarmement, Cercle Volney, Paris, mai 1963.
- Michel Tourlière, Mario Prassinos, Robert Wogensky, Beyrouth, 1964.
- Pour une nouvelle conception du paysage - Trente cinq peintres présentés par Henry Galy-Carles et Jean-Jacques Lévêque : Gérald Collot, Corneille, Géula Dagan, Olivier Debré, James Guitet, Paul Kallos, Robert Lapoujade, Jean Le Moal, Raymond Moisset, Zoran Mušič, Georges Romathier, Key Sato, Raoul Ubac, Robert Wogensky, Galerie L'Atelier, Toulouse, décembre 1964 - janvier 1965.
- Art français contemporain, Tokyo, 1965.
- Douze peintres autour de Bonnard, Palais de la Méditerranée, Nice, 1965.
- Promesses tenues - Robert Lapoujade, Pierre Fichet, Olivier Debré, Roger-Edgar Gillet, Yasse Tabuchi, Robert Wogensky, Gustave Singier, Kumi Sugaï, Mario Prassinos, Jean Messagier, Paul Rebeyrolle, Musée Galliera, Paris, septembre-octobre 1965.
- Musée des arts décoratifs de Goteborg, 1966.
- Musée des beaux-arts de Lyon, 1966.
- Exposition internationale de Montréal, 1967.
- Vingt-cinq ans de tapisserie, musée des Gobelins, Paris, 1969.
- Musée des beaux-arts de Montréal, 1969.
- Maisons de la culture de Grenoble et Bourges, 1970.
- Inauguration du musée de Tel Aviv, 1971.
- Musée de la tapisserie d'Arras, 1971.
- Institut français d'Amsterdam, 1971.
- Royal College of Art, Londres, 1971.
- Fine Arts Gallery, Birmingham, 1971.
- Knoll International, Munich, 1971.
- Château de Culan, 1973.
- Musées des beaux-arts de Varsovie et Katowice, 1973.
- Jean Paulhan à travers ses peintres - Pierre Alechinsky, Victor Brauner, Georges Braque, Alexandre Bonnier, Gaston Chaissac, Bernard Dufour, Jean Dubuffet, Giorgio de Chirico, Max Ernst, Jean Fautrier, Oskar Kokoschka, Robert Lapoujade, Philippe Lepatre, René Laubiès, André Lhote, André Masson, Chaïm Soutine, Guy de Vogüé, Robert Wogensky, Grand Palais, Paris, mars-avril 1974.
- Martha Pan, André Wogenscky, Robert Wogensky, musée des beaux-arts de Lyon, 1974.
- Fine Arts Galleries, Northridge (Los Angeles), 1974.
- Centre culturel français, Luxembourg, 1975.
- Première Biennale de la tapisserie française, Menton (Alpes-Maritimes), 1975.
- Musée Ingres, Montauban, 1976.
- Château de Chenon, 1977.
- Biennale de la tapisserie française, Antibes, 1977.
- Palais Jacques-Cœur, Bourges, 1978.
- Centre culturel de Boulogne-sur-Seine, 1979.
- Atelier Lacourière, musée d'art moderne de la ville de Paris, 1980.
- Musée de la tapisserie, Aix-en-Provence, 1982.
- Musée du Prieuré, Le Havre, 1983.
- Magie de la tapisserie, musée du Luxembourg, Paris, 1984.
- Hommage à Jean Paulhan, Maison de la poésie, Paris, 1985.
- La tapisserie en France - La tradition vivante de 1945 à 1985, École nationale supérieure des beaux-arts, 1985.
- Institut français de Saragosse, 1985.
- Vorpel Gallery, San Francisco, Los Angeles, 1985.
- La tapisserie en France - La tradition vivante de 1945 à 1985, École nationale supérieure des beaux-arts, 1985.
- Hôtel Méridien, San Francisco, 1985.
- Museum of Art, Palo Alto, 1985.
- Laount's Tapestry Gallery, Vancouver, 1985.
- Musée des beaux-arts de Saint-Étienne, 1986.
- Galerie Erlingen, Stuttgart et Francfort, 1986.
- Brewster Gallery, New York, 1986.
- Hôtel de ville de La Louvière, 1987.
- Galerie Chansou, Lausanne, 1987.
- Masques d'artistes, La Malmaison, Cannes, 1987.
- Centres culturels de Valence et Logroño, 1987.
- Jean Bazaine, Kim-en-Joong, Robert Wogensky, Zao Wou-Ki, galerie-atelier Lambert, Paris, 1988.
- Salon des arts de l'air et de l'espace, Toulouse, 1989.
- Art vivant, abbaye de la Chaise-Dieu, 1990.
- Chorum de Montpellier, 1991.
- Palais des congrès, Dinard, 1991.
- Musée Henri-Martin, Cahors, 1992.
- E.N.S.I.C.A., Toulouse, 1993.
- Le Pont de la Machine, Genève, 1994.
- France Prestige, Dubaï, 1994.
- Hôtel de ville d'Andernos-les-Bains, 1994.
- Prestige et technologie, Djeddah, 1994.
- Permanence de l'art - Jean Fautrier, Roger-Edgar Gillet, Grégoire Michonze, Zwy Milshtein, Guy Péqueux, Robert Wogensky, Maison du boulanger, Troyes, 1996.
- Bienvenue à bord - La vie à bord des paquebots, entre loisirs et gastronomie, Hôtel du département, Rouen, décembre 2006 - janvier 2007.
- Exposition Paquebot France, Musée national de la marine, Paris, février-octobre 2011[16], Musée d'art moderne André-Malraux, Le Havre, juillet septembre 2012[17].
- Regards sur l'École de Paris, musée de la Cour d'Or, Metz, février-juin 2014.
- La Cadière d'Azur - Foyer d'Art Moderne, Espace Culturel, La Cadière-d'Azur, 20 juillet - 3 août 2014.
- Trames d'Aubusson - Tapisseries contemporaines, chapelle des Pénitents noirs d'Aubagne, décembre 2016 - avril 2017[18].
- École de Paris et Jeune Peinture, Galerie 50, La Cadière-d'Azur, 14 juillet - 27 août 2017.
- Abstraction/Figuration, Galerie 50, La Cadière-d’Azur, 8 août - 8 septembre 2019.

## Réception critique
- « Wogensky a brillamment réussi cette acclimatation de la peinture à la tapisserie. C'est grâce à des panneaux éclairés plus ou moins brutalement, à des graduations subtiles dans les morceaux tissés qu'il creuse le fond du panneau et nous donne l'illusion de s'enfoncer dans un élément fluide. » - Pierre Mazars[19]
- « Que ce soient les harmonies en rouge et bleu, ou beige et brun, Wogensky traite toujours cette surface de laine comme un moelleux poème ou même comme une sonate bien fermée. » - Frédéric Mégret[9]
- « Robert Wogensky fait ses tapisseries à coups de sabre, ou avec des virgules monumentales, de grandes accolades comme des ailes d'oiseaux géants... Les rythmes se déploient, s'affrontent, s'épousent ou se cassent dans l'espace en d'amples mouvements dynamiques... L'eau, le ciel, le feu, l'oiseau, la terre, l'espace sont les composantes de sa thématique. » - Pierre Cabanne[20]
- « Ses compositions en tapisserie chantent la nature dans ses différents éléments : le ciel, les constellations, l'eau et en particulier les oiseaux. Ces derniers sont d'abord traités dans une manière figurative, puis traduits uniquement par le mouvement, en signes graphiques très synthétiques, à la limite du symbole abstrait, en fusion avec les forces de l'air et du ciel. » - Jacques Busse[5]
- « Depuis les précédentes peintures de Robert Wogensky, le champ pictural s'est libéré des lignes de force qui le structuraient pour laisser monter une effusion qui sourd en vibrations lumineuses. Une surface qui s'ouvre et repousse toujours plus loin la ligne d'horizon abaissée. Elle ne peut qu'être l'espace chromatique sur lequel les bleus, les verts, les terres, ocres brunes et claires, célèbrent les épousailles de la terre et du ciel, de l'eau glauque et du rivage, du crépuscule et de la clarté du sable roux, de la lagune et de son rivage indéfiniment repris. La présence impalpable, mais dense, de la réalité prise dans les rets de la matière suggère une tactilité charnelle. La surface est une peau vibrante, un réceptacle aux éblouissements colorés de la matière. » - Lydia Harambourg[11]

## Prix et distinctions
- Chevalier de l'ordre des Palmes académiques, 1956.
- Diplôme d'honneur du jury international, Exposition universelle de Bruxelles, 1958.
- Chevalier de l'ordre des Arts et des Lettres, 1964.

## Œuvres dans les collections publiques

### Allemagne
- Düsseldorf, Maison de France ; La Musique et la Danse, tapisserie d'Aubusson.

### Belgique
- Liège, musée d'art moderne et d'art contemporain.

### États-Unis
- New York, Centre touristique français : Les quatre éléments, tapisserie d'Aubusson.

### France
- Musée des beaux-arts d'Angers, tapisserie d'Aubusson.
- Musée Jean-Lurçat et de la tapisserie contemporaine, Angers, tapisserie d'Aubusson[21].
- Cité internationale de la tapisserie, Aubusson[22].
- Lycée Louis-Pergaud; Besançon.
- Lycée de jeunes filles de Blois, tapisserie d'Aubusson.
- Lycée Pierre et Marie Curie, Bolbec, Printemps, tapisserie d'Aubusson, 1969.
- Lycée Delphine-Gay, Bourganeuf, L'Envol, tapisserie d'Aubusson.
- Musée de Cambrai, La Cage, huile sur toile, 1945.
- Université de Limoges, hôtel de la Présidence, Nature, tapisserie d'Aubusson, 1975[23].
- Institut pédagogique national, Lyon, Les moissonneurs (Bretagne), huile sur toile, 1959.
- Musée de la Cour d'Or, Metz.
- Groupe scolaire Jobinot, Moyeuvre-Grande.
- Musée d'art moderne de la ville de Paris, Roscoff, huile sur toile, 1959.
- Musée national d'art moderne, Paris.
- Mobilier national, Paris.
- Assemblée nationale (commission des affaires étrangères), Paris.
- Hôpital Saint-Antoine, Paris, L'Espoir, tapisserie d'Aubusson.
- Ministère de l'Agriculture, Paris, Univers végétal, tapisserie d'Aubusson.
- Palais du Luxembourg (salle de conférences du Sénat), Paris, Galaxie, tapisserie d'Aubusson.
- Port autonome de Rouen, À l'aube, tapisserie d'Aubusson.
- Lycée Pierre-et-Marie-Curie, Saint-Lô, Soleil éclaté, quatre tapisseries, ateliers Camille Legoueix, Aubusson.
- Faculté de droit, sciences politiques et gestion de Strasbourg, tapisserie en diptyque, Aubusson.
- Tour de Chimie (15e étage), Strasbourg, Cosmos, tapisserie, ateliers Camille Legoueix, Aubusson.
- Université de Strasbourg, tapisserie d'Aubusson.
- Groupe scolaire Pierre-Brossolette, Tomblaine, céramique, 1966.
- Collège Diderot, Tourlaville, tapisserie d'Aubusson.

#### Fresques en France
- Lycée Les Sapins, Coutances, mosaïque, 1976.
- Hôtel de ville de Fontenay-sous-Bois.
- Faculté de médecine de Paris.
- Institut universitaire de technologie de Mulhouse, composition en lave émaillée, 1971.
- Grand Hôtel, Nancy.
- Caserne Hatry (Gendarmerie nationale), Rouen.

### Japon
- Ambassade de France à Tokyo, Le Sommeil, tapisserie d'Aubusson.

## Collections privées référencées
- Paquebot France, Profondeurs marines, tapisserie d'Aubusson[19].
- Henri Adam-Braun[24].